# Mancasan
Mancasan is een bestuurslaag in het regentschap Sukoharjo van de provincie Midden-Java, Indonesië. Mancasan telt 5671 inwoners (volkstelling 2010).